# 邁蘭
邁蘭（Mylan N.V.）是曾经的一家非专利药、特色葯、原料药生產公司，該公司創始于美國，註冊于荷蘭，運營總部則在英國赫特福德郡哈特菲尔德。2007年收購印度製藥公司“Matrix Laboratories Limited”和德國製藥公司“Merck KGaA”之後成爲世界第二大非專利藥生產商。  它在各大洲還運營有多個子公司。
2019年7月29日，邁蘭和輝瑞旗下的非專利藥物部門厄普约翰合併，邁蘭股東將持有新公司43%股份，合併後的新公司年銷售額將超過200億美元，其產品組合包括輝瑞的陽痿藥物威而鋼、膽固醇藥片立普妥（Lipitor）、止痛藥Lyrica和Mylan的緊急過敏治療EpiPen。由邁蘭和厄普约翰合併後的新公司暉致於2020年11月16日正式成立。